# Kupiec Poznański
Kupiec Poznański – centrum handlowo-biurowe, należące do spółki akcyjnej Kupiec Poznański powstałej w 1997 roku, znajdujące się w centrum Poznania przy placu Wiosny Ludów.

## Układ
Projekt powstał w pracowni projektowej Litoborski & Marciniak. Budynek o łącznej powierzchni 32.000 m² ukończono w 2001 roku. Składa się on z pięciu kondygnacji nadziemnych i jednej podziemnej. Łączy on w sobie funkcję biurową i handlową. Na parterze, I i II piętrze zlokalizowane są sklepy, kawiarnie i punkty usługowe, natomiast trzy ostatnie kondygnacje przeznaczone są na pomieszczenia biurowe.
Na elewacji znajduje się tablica upamiętniająca prezydenta USA – Herberta Hoovera, którego imię nadano obecnemu placowi Wiosny Ludów w 1946, w dowód wdzięczności za pomoc tego polityka dla Polski. Nazwa została potem zmieniona przez komunistów.

## Parcela Dariusza Bąkowskiego

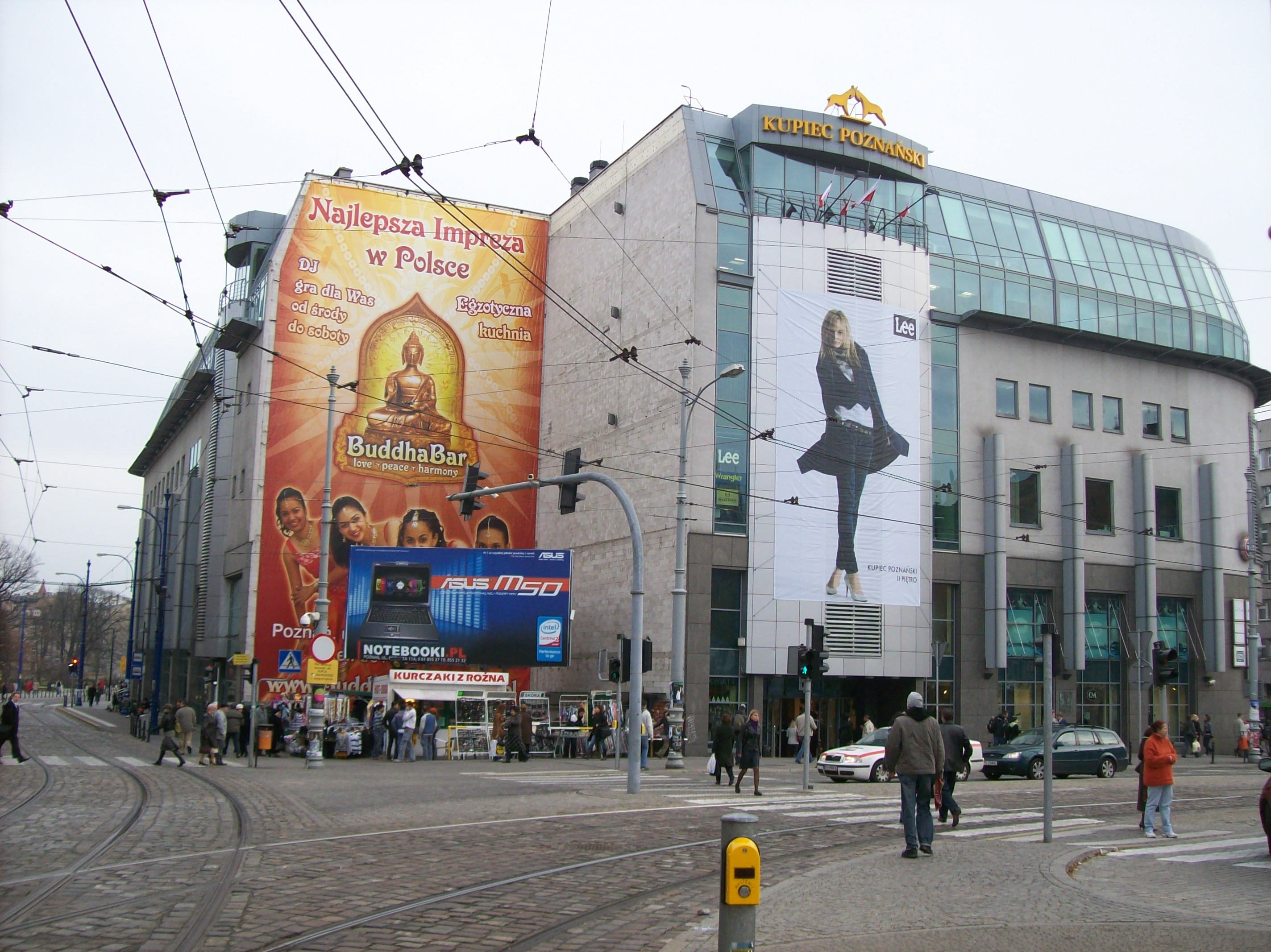
Kupiec Poznański i parcela Dariusza Bąkowskiego – narożnik pl. Wiosny Ludów i ul. Podgórnej

Na narożniku placu Wiosny Ludów i Podgórnej znajduje się niewielka działka należąca do Dariusza Bąkowskiego. Podczas powstawania Kupca Poznańskiego nie zgodził się on na wykupienie tej działki – obecnie budynek Kupca otaczający działkę z dwóch stron wykończono w ten sposób, ze przylegające do parceli ściany są ślepe i nieotynkowane. Następnie wniósł on oskarżenie do prokuratury przeciw prezydentom Poznania Wojciechowi Szczęsnemu Kaczmarkowi oraz Ryszardowi Grobelnemu, obwiniając ich o narażenie miasta na straty podczas budowy Kupca (sąd uwolnił ich od zarzutów). Dariusz Bąkowski protestował również przeciwko budowie odcinka trasy tramwajowej na Rataje na ul. Podgórnej, argumentując, że uniemożliwi to podłączenie mediów do planowanej przez niego inwestycji – kamienicy.